# Castelul Hohenzollern

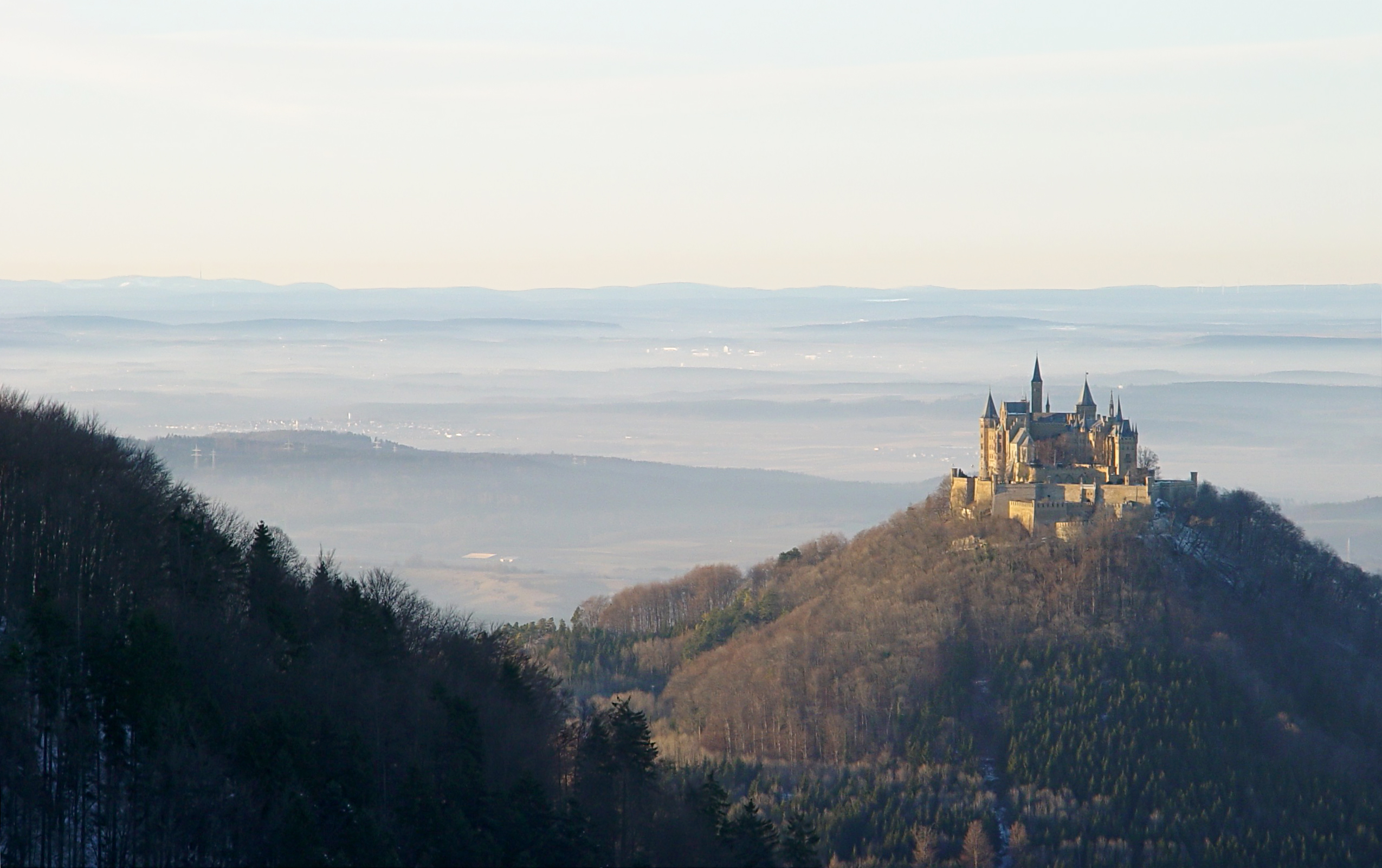
Castelul Hohenzollern, la depărtare

Castelul Hohenzollern este un castel situat la 50 de kilometri la sud de Stuttgart, Germania.
Construit în secolul al XI-lea și complet distrus în 1423, castelul a fost reconstruit în 1461.
Reședință a regilor prusaci și a împăraților germani, castelul este situat pe un munte, la o altitudine de 855 de metri.
Castelul Hohenzollern este un important obiectiv turistic.
Printre obiectele valoroase păstrate în castel este Coroana lui Wilhelm al II-lea, unele dintre scrierile personale ale regelui Frederick cel Mare și o scrisoare a președintelui american George Washington, care îi mulțumește descendentului de Hohenzollern, baronului Friedrich Wilhelm von Steuben, pentru serviciul său în Războiul de Independență al Statelor Unite ale Americii.

## Arhitectură
Castelul Hohenzollern, care acoperă aproape tot vârful Muntelui Hohenzollern, este o structură compusă din patru părți principale: arhitectura militară, clădirile palate, capele și grădinile.

### Arhitectura militară

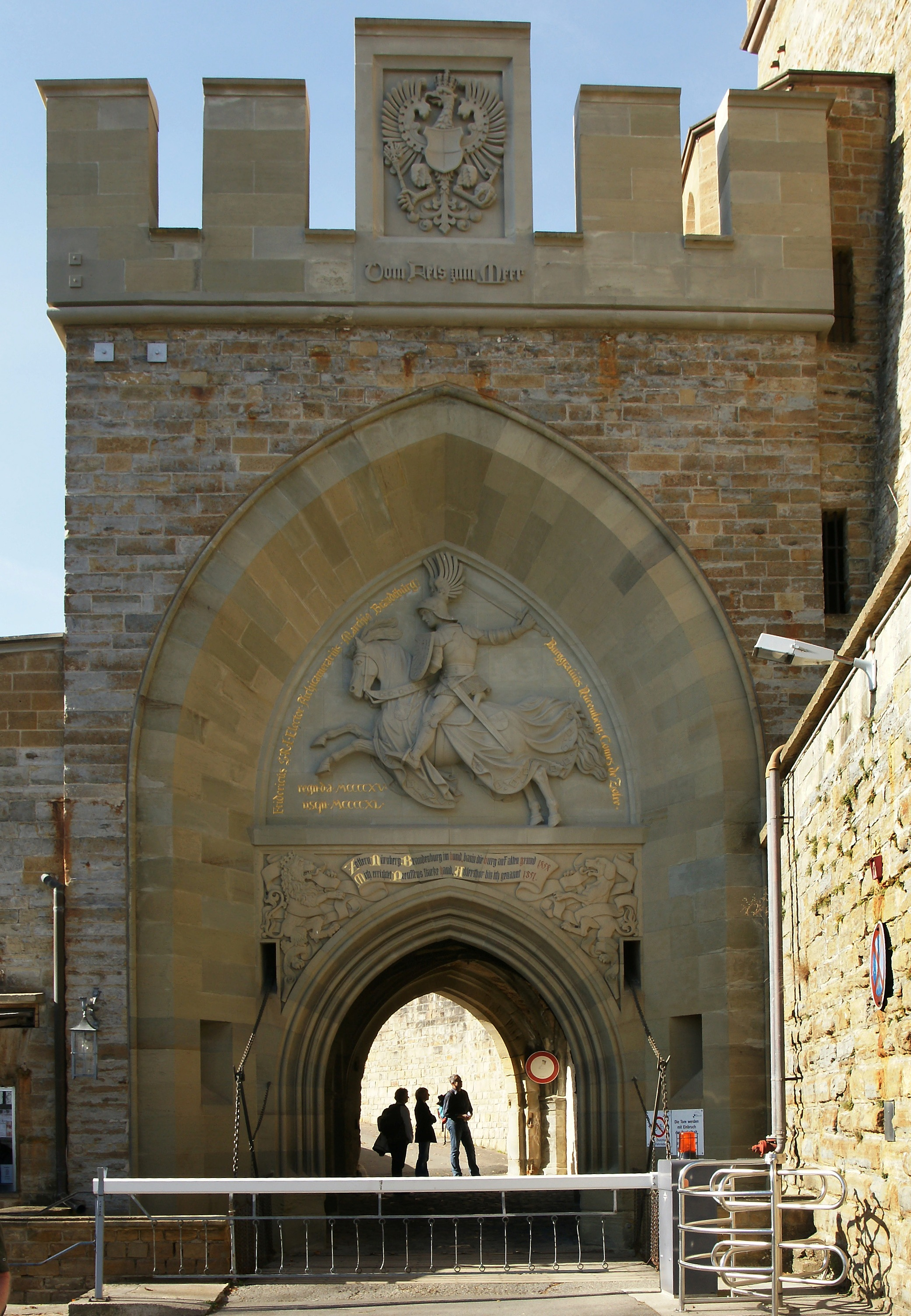
Poarta vulturului.

Poarta de vultur (germană: Adlertor) și podul său atașat formează intrarea în castel. Stilul arhitectonic "zwinger" se învârte de patru ori și se termină în bastioane. De aici, clădirile palate pot fi accesate prin poarta superioară pătrată, la fel și restul bastioanelor.

### Clădiri palat

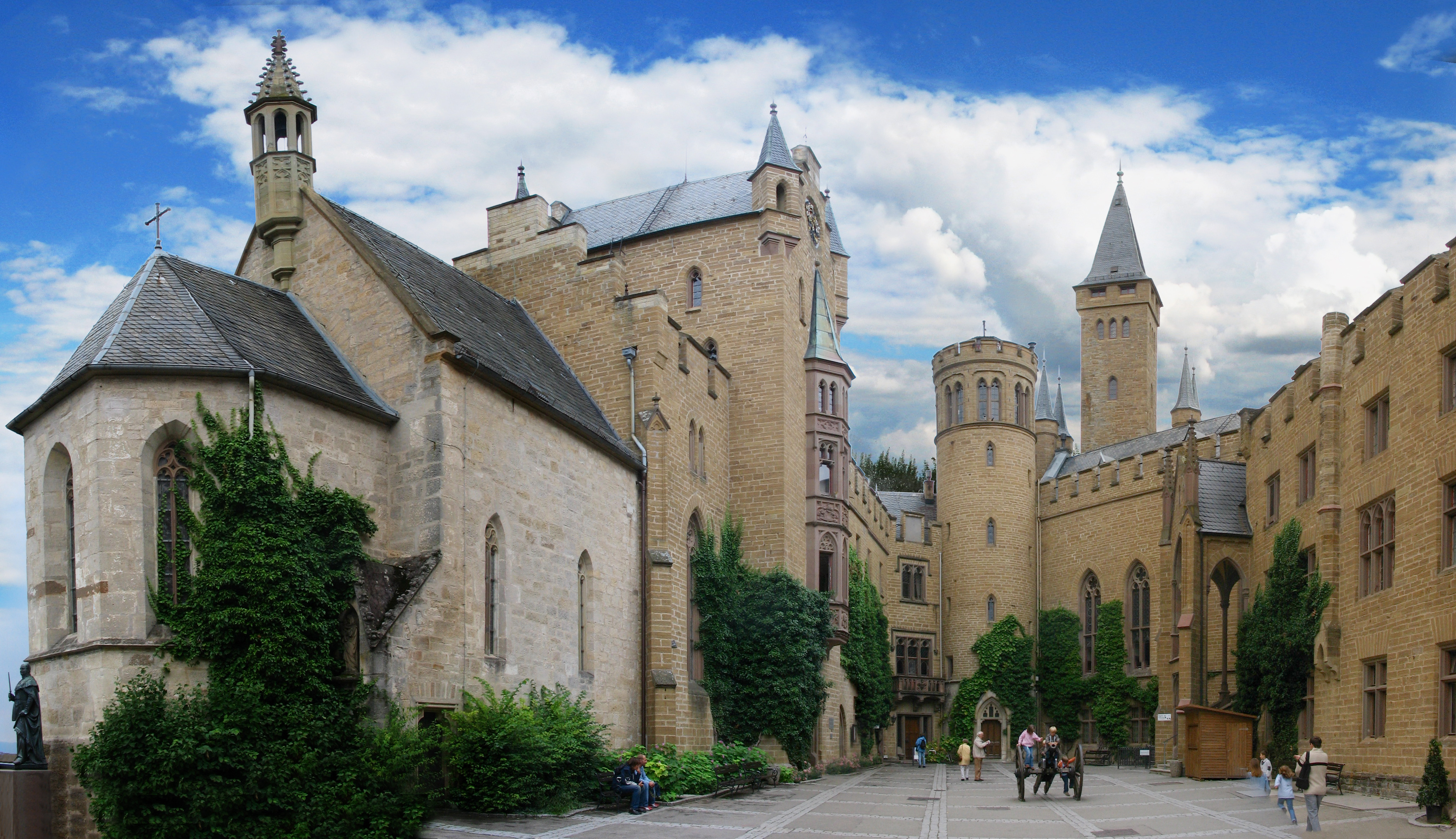
Palatul, capela "Sf. Mihail" și curtea.

Palatul însăși, așezat pe conturul celui de-al doilea castel, este un muzeu în aer liber, aranjat într-o formă de "u" care se termină cu capele protestante și catolice. Pe vârful cazematelor vechi se află clădirile cu elemente gotice și renaștentiste de trei etaje ale designului lui Friedrich August Stüler, decorate cu turnuri și vârfuri. Cele patru turnuri ale palatului sunt aliniate la bastioane, cu: Turnul Împăratului până la bastionul Fuchsloch, Turnul Episcopului până la bastionul Spitz, Turnul Markgraf până la bastionul Scharfeck și Turnul lui Mihai până la bastionul grădinii. Atașată la clădirea rezidențială principală – Sala Contelui – este turnul final, Turnul de Observare (germană: Wartturm), care funcționează atât ca scară la bibliotecă, cât și ca poli de pavilion ori de câte ori familia Hohenzollern locuiește în castel.

### Interioare
Un coridor duce până la Sala strămoșilor, pe unde se intră în Sala Contelui (germană: Grafensaal), care acoperă întreaga aripă sudică. Bolta arcuită din Sala Contelui – împodobită cu grisailles de Stüler, ilustrând istoria Casei Hohenzollern, și cu ferestre cu arcadă – este susținută de opt coloane de marmură roșie. Sub Sala Contelui este vechea bucătărie a castelului, astăzi o cameră de comori. Alături de Sala Contelui este Turnul Împăratului și Nișa Episcopului, urmând biblioteca decorată cu picturi murale ale istoriei Hohenzollern, de Wilhelm Peters. Turnul Margravului conține salonul regelui, numit și Camera Margravului, contrar terminologiei lui Stüler.